# モリ工業

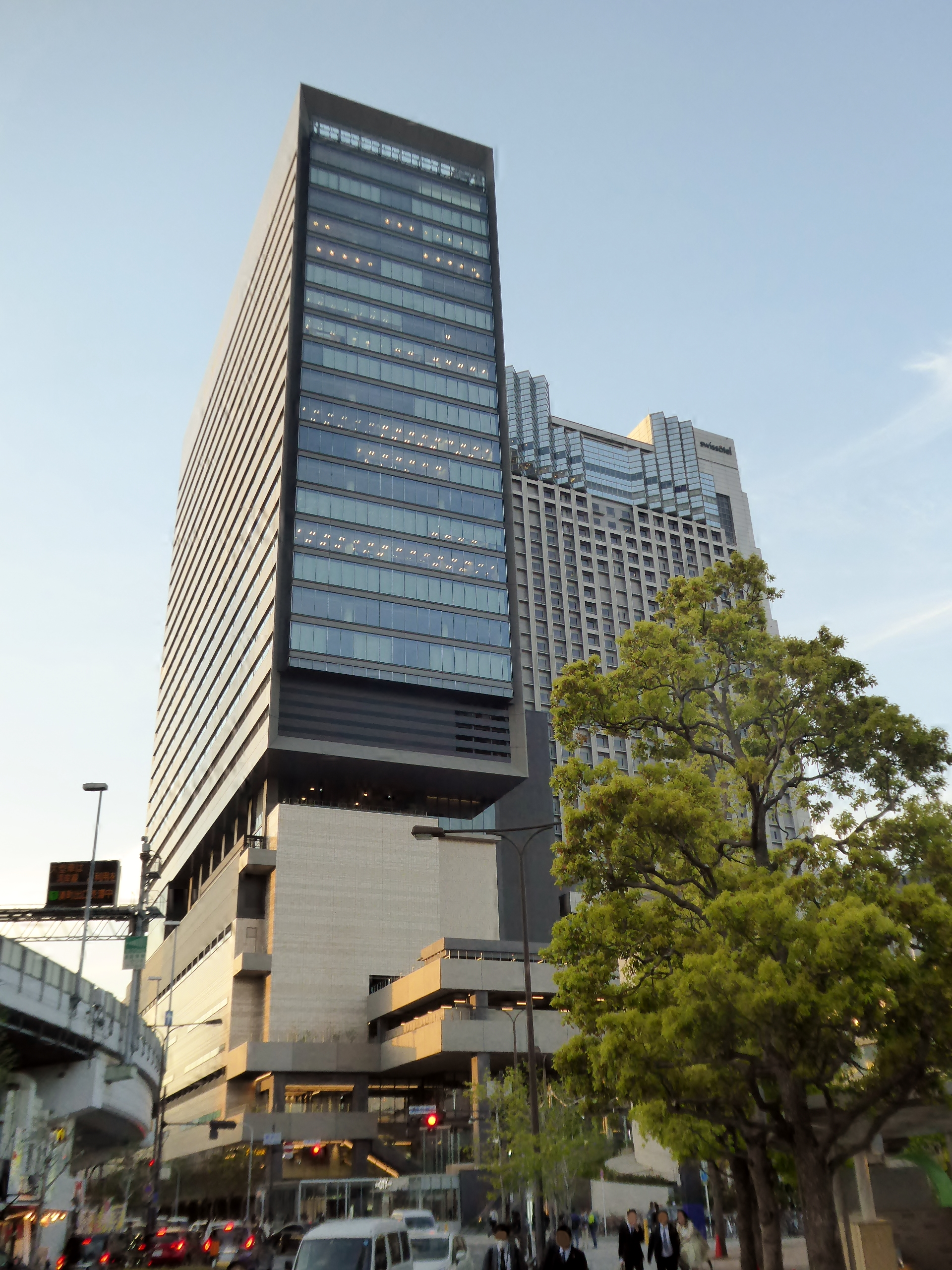
本社が入居するなんばスカイオ

モリ工業株式会社（モリこうぎょう、英称：MORY INDUSTRIES INC.）は大阪市中央区難波に本社を置く鉄鋼、ステンレス管の製造をおこなう企業である。みどり会の会員企業であり三和グループに属している。

## 概要
創業者の森明長が1929年に大阪・堺で自転車用の前ホーク製造を開始する。のちにステンレス管の製造を開始。さらに自動パイプ切断機などの製造も開始し、事業を拡大してゆく。
自動車や建築向けに強く、高いシェアを誇る。ステンレス条鋼を育成中。関西地盤であるが関東も進出している。
一般向けでは、後述の物干し用品「きらきらポール」のCMで話題を呼んだ。

## 沿革

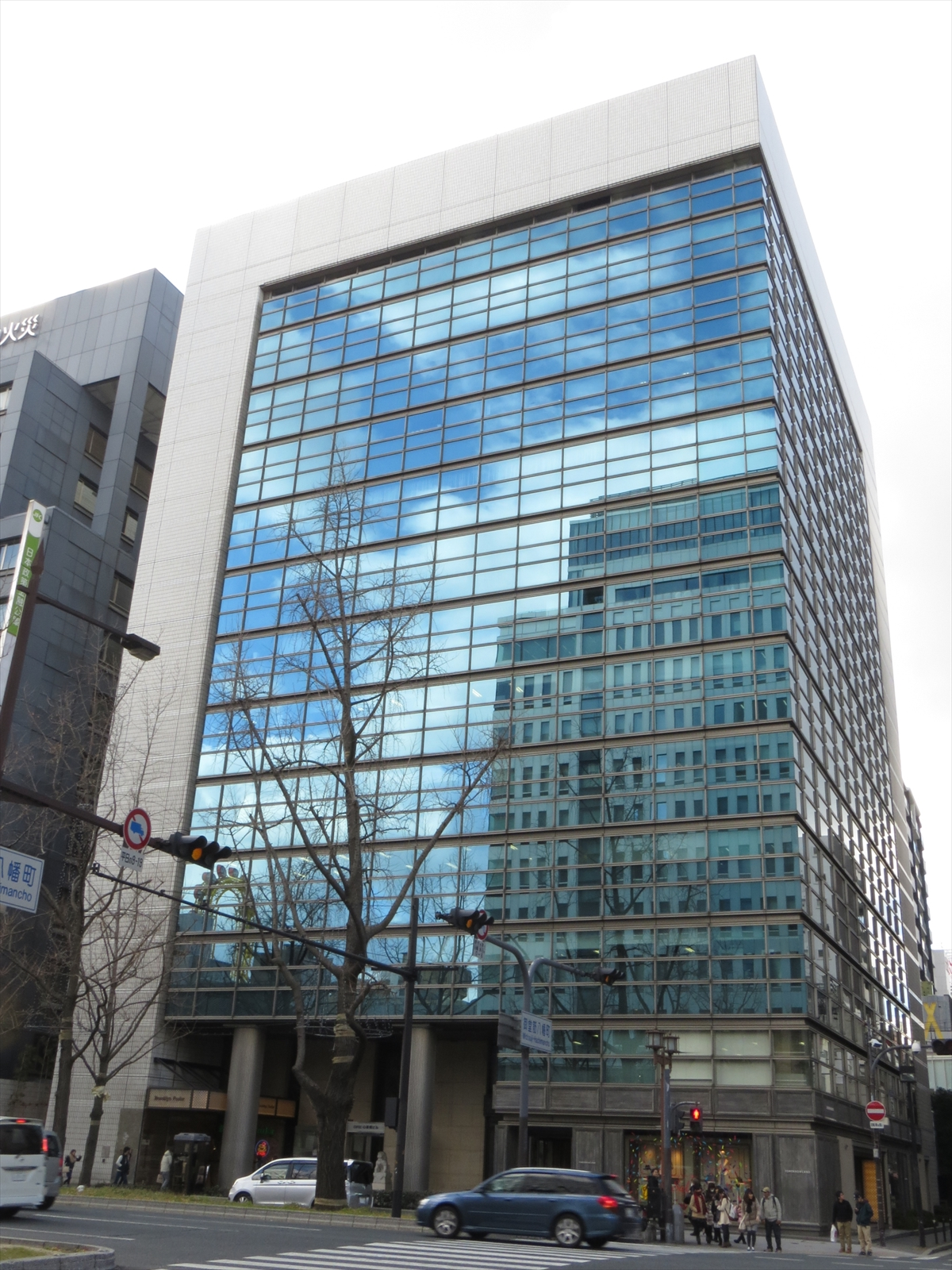
2018年10月まで本社が所在していたORE心斎橋ビル

- 1929年（昭和4年）4月 - 大阪府堺市に森製作所を設立し、自転車用の前ホーク製造を開始。
- 1949年（昭和24年）1月 - 個人企業を株式会社に組織変更し、森明長が社長に就任。
- 1961年（昭和36年）
  - 2月 - 社名を現在のモリ工業株式会社に改称。
  - 9月 - 河内長野工場の第１期工事が完了。
- 1963年（昭和38年）5月 - 本社および堺工場を河内長野工場に移転し、全事業場を集約。
- 1964年（昭和39年）5月 - 東京および名古屋に営業所を開設。
- 1973年（昭和48年）6月 - 大阪証券取引所第2部に株式上場。
- 1974年（昭和49年）5月 - 大阪事務所を開設。
- 1980年（昭和55年）7月 - 東京証券取引所第2部に株式上場。
- 1982年（昭和57年）1月 - 広島市東区に広島営業所を開設。
- 1983年（昭和58年）6月 - 東京証券取引所、大阪証券取引所それぞれ第1部に株式上場。
- 1984年（昭和59年）
  - 6月 - 太陽工業（ステンレス管・鋼管製造）に資本参加し、埼玉モリ工業（現・関東モリ工業）に社名を変更。
  - 10月 - 埼玉県狭山市に埼玉営業所を開設。
  - 12月 - しろがね産業、竹田工業、モリ・ステンレス建材、森製作所の4社を合併させ、モリ金属を設立。
- 1986年（昭和61年）10月 - 美原工場が竣工。
- 1987年（昭和62年）9月 - 福岡県糟屋郡宇美町に福岡営業所を開設。
- 1994年（平成6年）10月 - 埼玉モリ工業を関東モリ工業に社名変更。
- 2002年（平成14年）3月 - ISO 9002認証取得（登録番号：JSAQ1397）
- 2003年（平成15年）4月 - 規格改正により、ISO 9002からISO 9001へ移行。
- 2004年（平成16年）
  - 6月 - 株式会社ニットクを設立。
  - 10月 - ISO 14001認証取得（登録番号：JSAE946）
- 2006年（平成18年）5月 - 大阪市中央区西心斎橋に本社を移転。
- 2010年（平成22年）10月 - タイのオートメタル社に資本参加。
- 2013年（平成25年）3月 - 「もりえ」と誤読されることもあり、銘柄略称を「モリ工」から「モリ工業」に改名。
- 2018年（平成30年）10月 - 大阪市中央区難波のなんばスカイオに本社を移転。

## CM
「きらきらポール」のCMは、関西テレビ・フジテレビ系列で放映されていた「三枝の愛ラブ!爆笑クリニック」などの番組スポンサーとして全国に放送された。関西地盤のため、台詞に関西弁を使うなどが特徴である。1991年頃に制作されたCMでは大阪府の中小バス会社である金剛自動車の路線バスが使用された。他にも香港の高層住宅に住む上と下の階に住む住人が争う様子を映したCMもある。

## 提供番組（全て過去）
- 三枝の愛ラブ!爆笑クリニック（関西テレビ制作・フジテレビ系列）
- クイズなっとく歴史館（フジテレビ）
- クイズ!年の差なんて（フジテレビ）